# Tilman Osterwold
Tilman Osterwold (* 27. März 1943 in Hamburg; † 25. Juni 2021 in Stuttgart) war ein deutscher Kunsthistoriker, Professor, Kurator und Publizist. Er war Verfasser zahlreicher Publikationen, u. a. eines der Standardwerke über Pop Art.

## Leben
Osterwold studierte in Hamburg und Innsbruck Kunstgeschichte, Archäologie, Philosophie und Psychologie, wurde 1969 in Kunstgeschichte promoviert und war zunächst in Hamburg und Duisburg am Lehmbruck-Museum tätig.
1973 bis 1993 war er Leiter des Württembergischen Kunstvereins Stuttgart und Professor für Kunstgeschichte mit Lehraufträgen an der Universität Stuttgart und der Kunsthochschule in Saarbrücken. Stuttgart erlangte durch Osterwolds Ausstellungen in dieser Zeit internationale Aufmerksamkeit.
1996 war Osterwold künstlerischer Leiter in der Kunsthalle Fridericianum in Kassel.
Von 2003 bis 2006 arbeitete er als Kurator und künstlerischer Leiter des Zentrums Paul Klee in Bern.
Er beschäftigte sich bis kurz vor seinem Tod mit Kunststudien.
Er war verheiratet mit Gabriele Ott-Osterwold, früherer Leiterin der Graphothek der Stadtbücherei Stuttgart. Sein Bruder ist der Kulturmanager Matthias Osterwold.

## Kuratorischer Ansatz
Tilman Osterwold hat Werk und Künstler nicht isoliert gesehen, sondern, wie Iris Dressler und Hans D. Christ vom Württembergischen Kunstverein ausführen, in einem breiten kulturwissenschaftlichen Rahmen gezeigt und die politischen und gesellschaftlichen Kontexte in den Vordergrund gerückt. So zeigte er in Stuttgart Ausstellungen zur NS-Kunst (1975), widmete sich der Kunst im Knast (1974), dem politischen Plakat (1975), dem zwiespältigen Verhältnis zwischen Mensch und Natur (1977) oder der Geschichte und Gegenwart der Wohnungslosigkeit (1982).
Dressler und Christ weisen darauf hin, dass Osterwold sich auch für die Populärkultur und Grenzbereiche der Kunst interessierte. In den von ihm kuratierten Ausstellungen untersuchte er beispielsweise die Kulturgeschichte des Schaufensters (1974), das Phänomen der Fototapete (1975), Szenen der Volkskunst (1981) oder die Jugendästhetik des 20. Jahrhunderts (1986) und setzte sich mehrfach mit der Sammlung Prinzhorn und ihrer sogenannten Outsiderkunst auseinander.
1979 reinszenierte er mit Ute Eskildsen die Ausstellung Film und Foto von 1929 in Stuttgart, eine der, nach Ansicht des Württembergischen Kunstvereins legendärsten, frühen Fotoausstellungen.
Tilman Osterwold vermittelte der Öffentlichkeit zeitgenössische Kunst mit ihren unterschiedlichen Ansätzen unter anderem mit Einzelausstellungen von Künstlern wie Panamarenko (1973), Ferdinand Kriwet (1975), Abraham David Christian (1982), Reinhard Mucha (1985), Dennis Oppenheim (1979), Alica Aycock (1983), Astrid Klein (1984), Clegg & Guttman (1988), Tim Rollins + K.O.S. (1990), General Idea oder Elaine Sturtevant (1992).

## Publikationen (Auswahl)
- Pop Art (Taschen, Köln, 1999, 2003, 2015, 2021, ISBN 978-3-8365-2006-5)
- Szenen der Volkskunst (Cantz, Stuttgart,1981)
- Vier ABR-Vitrinen: eine Werkbetrachtung (ABR, Stuttgart, 1984)
- Das Ding - Symbol oder Banalität (enthalten in: Schöttle, Hugo: Fotokunst und Fotodesign international, DuMont)
- Paul Klee - Vorbild, Urbild, Frühwerk, Spätwerk. Bilder, Aquarelle und Zeichnungen aus der Sammlung Felix Klee Haus an der Freyung, Kunstforum Länderbank (ausgewählt und vorgestellt von Tilman Osterwold)
- Wenn man das Schönste gesehen hat ... Bestände der Kunsthalle zu Kiel, neunzehntes und zwanzigstes Jhdt. (Wilhelm-Lehmbruck-Museum Duisburg, 10. Juni bis 3. September 1972 (Red. und Text: Tilman Osterwold))
- „Freude schöner Götterfunken“ - Am Anfang war das Kreuz (kuratiert von Tilman und Gabriele Osterwold, Galeria Abtart, Stuttgart, 2015)
- Künstler in Deutschland, Individualismus und Tradition : 1900–1945. Württemberg. Kunstverein, Verlag: Edition Cantz, Stuttgart / Wien / Bern 1986, ISBN 3-922608-38-8.
- Das goldene Zeitalter: die Geschichte des Goldes vom Mittelalter zur Gegenwart (Katalogbuch anlässlich der Ausstellung Das Goldene Zeitalter, Württembergischer Kunstverein Stuttgart, 23. November 1991 – 9. Februar 1992 (Hrsg.): Tilman Osterwold, Württembergischer Kunstverein, ISBN 3-89322-362-2)
- „Blow-up“ Zeitgeschichte (Ausstellungskatalog Württembergischer Kunstverein Stuttgart 1987, Haus am Waldsee Berlin Mai 1987, Frankfurter Kunstverein 1987, Kunstmuseum Luzern 1987, Rheinisches Landesmuseum Bonn 1987, Hrsg.: Tilman Osterwold)
- Naturbetrachtung - Naturverfremdung (I), Natur und Bauen (II), Regenbögen für eine bessere Welt (III), Trilogie I-III. (Drei Ausstellungskataloge des Württembergischen Kunstvereins 1977, Autorenschaft gemeinsam mit Prof. Ing. Klaus Osterwold, Red. Ilse Czigens)
- Martin Disler - die Umgebung der Liebe (Ausstellungskatalog zur Wiederaufführung d. Bildes „Die Umgebung der Liebe“ von Martin Disler, entstanden im November 1981 im Württemberg. Kunstverein, Stuttgart, Hrsg.: Württemberg. Kunstverein, Stuttgart, Tilman Osterwold)
- Robert Häusser photographische Bilder ; Werkübersicht der Jahre 1941–1987 (Stuttgart, Württembergischer Kunstverein, 12. März bis 24. April 1988; Moskau, Allunionszentrum für Photojournalistik, 27. Mai bis 20. Juni 1988; Berlin, Nationalgalerie, Kunstforum, 7. Juli bis 28. August 1988; Hamburg, Museum für Kunst und Gewerbe, 8. Sept. bis 27. Nov. 1988, ISBN 3-922805-24-8).
- Gustav Christian Schwabe : Ein Geschmack wird untersucht ; Die G. C. Schwabe Stiftg ; Eine Dokumentation (Hamburg, Christians 1970, zusammen mit Werner Hofmann)978-3936859485
- Keith Haring, Die Zehn Gebote (Ausstellungskatalog, Kassel: Museum Fridericianum, 1996 (Hrsg.): Tilman Osterwold)
- Irritation des Gleichgewichts: Zeitgenössische Kunst im Zentrum Paul Klee. Snoeck Verlaggesellschaft, 2006, ISBN 3-936859-48-5.[11]
- Paul Klee - Kein Tag ohne Linie, Hrsg. Zentrum Paul Klee, Bern, Texte von Tilman Osterwold, Régine Bonnefoit, Jürgen Glaesemer, Andreas Marti. Verlag Hatje-Cantz, Ostfildern 2005, ISBN 978-3-7757-1552-2.